# Quinto Volúsio Saturnino (cônsul em 92)
Quinto Volúsio Saturnino (em latim: Quintus Volusius Saturninus; n. 60) foi um senador romano eleito cônsul em 92 com o imperador Domiciano. Era um dos três filhos conhecidos de Quinto Volúsio Saturnino, cônsul em 56, e sua esposa Torquata. Os outros foram Lúcio Volúsio Saturnino, cônsul em 87, e Volúsia Torquata, esposa de Tito Sêxtio Mágio Laterano, cônsul em 94.

## Carreira
Até a recuperação de uma inscrição dedicatória nas ruínas de uma villa em Lucus Feroniae, que pertenceu em algum momento aos Volúsios Saturninos, tudo o que se sabia sobre Saturnino é que ele participou de uma cerimônia dos irmãos arvais em 119. Esta inscrição revelou sua carreira política. Ainda no final da adolescência, Saturnino foi um triúnviro monetário, o mais prestigioso dos quatro comitês dos vigintiviri, um colégio menor para jovens senadores no início de suas carreiras. O serviço neste grupo era normalmente reservado a patrícios ou jovens preferidos do imperador; Saturnino era patrício, pois era membro dos sálios palatinos. Apesar de este posto não ser mencionado, Saturnino certamente, uma vez eleito questor, serviria como assistente do próprio imperador, o que incluía, entre outros deveres, o de ler os discursos dele no Senado. Outro detalhe pode ser inferido a partir de seu status como patrício é que, se ele chegou ao consulado na idade correta (em latim: anno suo), aos 32 anos, como muitos patrícios chegavam, Saturnino provavelmente nasceu em 60.
Neste ponto, a inscrição de Lucus Feroniae apresenta problemas, tanto por causa de danos quanto pelo uso de uma terminologia pouco usual. Em uma linha se lê "prefecto [...]". Em sua discussão sobre esta inscrição, Werner Eck propôs pela primeira vez que a palavra faltante era fabricum, um termo pouco usual para um assistente de um oficial proconsular; ele próprio conseguiu citar apenas dois usos deste uso do termo. Porém, numa nota acrescentada ao artigo pouco antes da publicação, Eck aceitou outra possibilidade, proposta por Joyce Reynolds: "prefecto [fer(iarum) Lat(inarum])", ou responsável por um antigo festival latino observado até o século II, uma terminologia muito mais popular. O segundo problema envolve as duas linhas seguintes, "[ce]nturioni eq[uitum] [tu]rmae p[rimae]". Num primeiro momento, ela parece ser uma forma menos comum do título "sevir equitum Romanorum", um oficial responsável por presidir a revisão anual dos membros dos equestres; apesar de ser uma função relativamente pouco importante, Birley lembra que ela foi considerada digna de ser citada por mais de 100 senadores.
Porém, Eck lembra que centurião não é o título usual para um comandante equestre e que, comparando esta inscrição com uma outra quase contemporânea sobre Lúcio Nônio Asprenas, cônsul sufecto em 71 ou 72, percebe-se que este não foi um erro do escultor: "centurioni equitum turmae primae" era um título de fato. Reconhecendo a terminologia estranha, Eck por fim defende que os dois títulos eram, de fato, idênticos.